# Karen Cushman
Karen Cushman (Chicago, 4 ottobre 1941) è una scrittrice statunitense.

## Biografia
Nata Karen Ann Lipski a Chicago nel 1941 da Arthur e Loretta Lipski, vive e lavora a Vashon.
Dopo un B.A. all'Università di Stanford nel 1963 in Inglese e Greco, ha conseguito un M.A. in scienze comportamentali alla United States International University di San Diego nel 1977 e un altro Master in museologia alla John F. Kennedy University di Orinda nel 1986.
A 53 anni ha fatto il suo esordio nella narrativa per ragazzi con il romanzo storico Catherine ottenendo un Golden Kite Award l'anno successivo.
Autrice di altri 8 romanzi, con L'arduo apprendistato di Alice Lo Scarafaggio ha vinto la Medaglia Newbery nel 1996.

## Vita privata
Sposatasi nel 1969 con Philip Cushman, la coppia ha avuto una figlia di nome Leah.

## Opere principali

### Romanzi
- Catherine (Catherine, Called Birdy, 1994), Milano, Mondadori, 1997 traduzione di Angela Ragusa ISBN 88-04-42815-5.
- L'arduo apprendistato di Alice Lo Scarafaggio (The Midwife's Apprentice, 1995), Casale Monferrato, Piemme, 1997 traduzione di Alessandra De Vizzi ISBN 978-88-384-3725-0.
- La ballata di Lucy Whipple (The Ballad of Lucy Whipple), Casale Monferrato, Piemme, 1997 traduzione di Lilia Cangemi ISBN 88-384-3205-8.
- Matilda Bone (2000), Milano, Mondadori, 2001 traduzione di Raffaella Belletti ISBN 88-04-49178-7.
- Rodzina (2004)
- The Loud Silence of Francine Green  (2006)
- Alchemy and Meggy Swann  (2010)
- Will Sparrow's Road (2012)
- Grayling's Song (2016)
- La guerra di Millie (War and Millie McGonigle, 2021), Milano, Mondadori, 2024, traduzione di Angela Ragusa ISBN 978-88-04-76002-3.

## Televisione
- The Ballad of Lucy Whipple Film TV, regia di Jeremy Kagan (2001) (soggetto)

## Premi e riconoscimenti
- Golden Kite Award: 1995 vincitrice con Catherine
- Medaglia Newbery: 1996 vincitrice con L'arduo apprendistato di Alice Lo Scarafaggio